# Sibayak
Le Sibayak est un stratovolcan d'Indonésie. Culminant à 2 181 mètres d'altitude, le volcan possède un cratère d'environ 900 mètres de diamètre. Il est une sous-structure de la caldeira de Singkut et est le volcan « jumeau » du Pintau. Il possède également un lac de cratère.
Ce volcan est l'un des plus visités de Sumatra. On y trouve à sa base la ville de Brastagi, à deux heures de route de Medan.